# Banda de Pau e Corda
Grupo musical brasileño formado en Recife en 1972 con la propuesta de valorizar los ritmos nordestinos, mezclando música y poesía.
Constituido originariamente por Roberto Andrade (batería); Waltinho (guitarra); Sérgio (voz); Paulinho (bajo); Netinho (viola) y Beto Johnson (flauta), en 1973 el grupo sigue para São Paulo, donde graba el LP "Vivência". Inmediatamente montan un espectáculo que recorre diversas ciudades. 
A fines de los años 90 el grupo contaba con tres de sus miembros originales (Roberto, Sérgio y Waltinho) e iba contratando los demás músicos en cada turné. 

## Discografía
- Cristalina (1992)
- O outro lado da banda (1990)
- Coisa da gente (1982)
- Nossa dança (1981)
- Arruar (1979)
- Frevo - Pelas ruas de Recife (1979)
- Assim... Amém (1976)
- Redenção (1974)
- Vivência (1973)

- Datos: Q8241454